# Contea di Broomfield
La contea di Broomfield, in inglese Broomfield County, è una ripartizione giudiziaria dello Stato del Colorado, negli Stati Uniti, il cui territorio corrisponde alla città di Broomfield, la quale ne svolge le funzioni amministrative.
La ripartizione fu creata nel 2001 in modo da dare alla città, che alla fine del XX secolo si era espansa senza riguardo ai confini delle contee, un’uniforme gestione legale. La contea è dunque la più recente di tutta la Federazione.